# QR-Algorithmus
Der QR-Algorithmus ist ein numerisches Verfahren zur Berechnung aller Eigenwerte und eventuell der Eigenvektoren einer quadratischen Matrix. Das auch QR-Verfahren oder QR-Iteration genannte Verfahren basiert auf der QR-Zerlegung und wurde in den Jahren 1961 und 1962 unabhängig voneinander von John G. F. Francis und Wera Nikolajewna Kublanowskaja eingeführt. Ein Vorläufer war der LR-Algorithmus von Heinz Rutishauser (1958), der aber weniger stabil ist und auf der LR-Zerlegung basiert. Oft konvergieren die Iterierten aus dem QR-Algorithmus gegen die Schur-Form der Matrix. Das originale Verfahren ist recht aufwendig und damit – selbst auf heutigen Rechnern – für Matrizen mit hunderttausenden Zeilen und Spalten nicht praktikabel.
Abgeleitete Varianten wie das Multishift-Verfahren von Z. Bai und James Demmel 1989 und die numerisch stabilere Variante von K. Braman, R. Byers und R. Mathias 2002 haben praktische Laufzeiten, die kubisch in der Größe der Matrix sind. Letzteres Verfahren ist in der numerischen Softwarebibliothek LAPACK implementiert, die wiederum in vielen Computeralgebrasystemen (CAS) für die numerischen Matrixalgorithmen verwendet wird.

## Beschreibung des QR-Algorithmus

### Ziel des Rechenverfahrens
Ausgehend von einer reellen oder komplexen Matrix {\displaystyle A\in \mathbb {R} ^{n\times n}} bzw. {\displaystyle A\in \mathbb {C} ^{n\times n}} wird eine Folge orthogonaler oder unitärer Matrizen {\displaystyle Q_{1},Q_{2},\dots } bestimmt, so dass die rekursive Matrixfolge {\displaystyle A_{1}=A,\,A_{2}=Q_{1}^{-1}A_{1}Q_{1},\dots ,A_{k+1}=Q_{k}^{-1}A_{k}Q_{k},\dots } weitestgehend gegen eine obere Dreiecksmatrix konvergiert. Da alle Umformungen in der Rekursion Ähnlichkeitstransformationen sind, haben alle Matrizen der Matrixfolge {\displaystyle A_{1},A_{2},\dots } dieselben Eigenwerte mit denselben Vielfachheiten.
Wird im Grenzwert eine obere Dreiecksmatrix erreicht, eine Schurform von {\displaystyle A}, so lassen sich die Eigenwerte aus den Diagonalelementen ablesen. Im Falle einer reellen Matrix mit orthogonalen Umformungen kann es jedoch auch komplexe Eigenwerte geben. Dann ist das Ergebnis des Verfahrens eine obere Blockdreiecksmatrix, deren Diagonalblöcke die Größe {\displaystyle 1} für die reellen Eigenwerte oder die Größe {\displaystyle 2} für komplexe Eigenwerte haben. Einem Eigenwert {\displaystyle \lambda =a+\mathrm {i} b} und seinem konjugiert komplexen Eigenwert entspricht dabei der Diagonalblock der entsprechenden Drehstreckung {\displaystyle \left({\begin{smallmatrix}a&-b\\b&a\end{smallmatrix}}\right)}.

### Allgemeines Schema des Verfahrens
Ausgehend von einer Matrix {\displaystyle A_{1}=A\in \mathbb {R} ^{n\times n}} (bzw. {\displaystyle A\in \mathbb {C} ^{n\times n}}) wird eine Folge von Matrizen {\displaystyle A_{i}} nach folgender Vorschrift bestimmt:
1. for {\displaystyle i\in \mathbb {N} } do
2. Bestimme ein Polynom {\displaystyle p_{i}} und werte es in der Matrix {\displaystyle A_{i}} aus.
3. Berechne die QR-Zerlegung von {\displaystyle p_{i}(A_{i})=Q_{i}R_{i}}.
4. Berechne die neue Iterierte: {\displaystyle A_{i+1}=Q_{i}^{-1}A_{i}Q_{i}}.
5. end for

In dieser allgemeinen Form können auch die Varianten mit (impliziten) Shifts (engl. für Verschiebung) und Mehrfach-Shifts dargestellt und analysiert werden.
Die Matrixfunktion {\displaystyle p_{i}} ist oft ein Polynom (hier also eine Linearkombination von Matrixpotenzen) mit reellen (bzw. komplexen) Koeffizienten. Im einfachsten Fall wird ein lineares Polynom gewählt, das dann die Gestalt {\displaystyle p_{i}(A_{i})=A_{i}-\kappa _{i}I} hat. Der Algorithmus vereinfacht sich in diesem Fall auf die klassische Version (mit Einfach-Shift):
1. for {\displaystyle i\in \mathbb {N} } do
2. Bestimme eine geeignete Zahl {\displaystyle \kappa _{i}}
3. Berechne die QR-Zerlegung von {\displaystyle A_{i}-\kappa _{i}I=Q_{i}R_{i}}
4. Berechne die neue Iterierte: {\displaystyle A_{i+1}=Q_{i}^{-1}A_{i}Q_{i}=Q_{i}^{-1}(Q_{i}R_{i}+\kappa _{i}I)Q_{i}=R_{i}Q_{i}+\kappa _{i}I}
5. end for

Wird in jedem Iterationsschritt {\displaystyle \kappa _{i}=0} gesetzt, so stimmt das Verfahren mit der auf Unterräume (hier den vollen Vektorraum) erweiterten Potenzmethode überein.
Das die QR-Zerlegung steuernde Polynom kann von Anfang an fixiert sein oder dynamisch in jedem Iterationsschritt der aktuellen Matrix {\displaystyle A_{i}} angepasst werden. Es gibt auch Versuche, für {\displaystyle p_{i}} rationale Matrixfunktionen zu verwenden, d. h. Funktionen der Form {\displaystyle p(A)=h(A)^{-1}g(A)} mit Polynomen {\displaystyle g} und {\displaystyle h}.

### Deflation
Ergibt es sich in einem Iterationsschritt, dass ein linksunterer Block aus den Spalten {\displaystyle 1,\dots ,i} und deren Zeilen {\displaystyle i+1,\dots ,n} in den Beträgen aller seiner Komponenten eine vorher bestimmte Schwelle unterschreitet, so wird das Verfahren auf den zwei diagonalen quadratischen Teilblöcken der Zeilen/Spalten {\displaystyle 1,\dots ,i} sowie {\displaystyle i+1,\dots ,n} separat fortgesetzt. Sind die durch Teilung entstandenen Matrizen klein genug, so kann die Bestimmung der Eigenwerte z. B. mittels Berechnung des charakteristischen Polynoms und dessen Nullstellen beendet werden.

### Transformation auf Hessenberg-Form
Das Ziel des QR-Algorithmus ist es, eine obere Dreiecksform oder eine Block-Dreiecksform herzustellen, in der Blöcke der Größe {\displaystyle 2} komplexen Eigenwerten entsprechen. Das kann nahezu auf einfache Weise durch eine Ähnlichkeitstransformation auf Hessenberg-Form, d. h. auf eine Matrix mit nur einer (nicht identisch verschwindenden) unteren Nebendiagonalen, erreicht werden.
- Setze {\displaystyle {\tilde {A}}=A}
- für {\displaystyle k=1} bis {\displaystyle n-1} führe aus

1. Bilde das Spaltensegment {\displaystyle u={\tilde {A}}_{k+1:n,\,k}}
2. Bestimme die Householder-Spiegelung {\displaystyle {\tilde {P}}_{k}=I-2vv^{\mathrm {T} }}, die {\displaystyle u} auf den ersten kanonischen Basisvektor abbildet
3. Führe mit der Blockmatrix {\displaystyle P_{k}=\left({\begin{smallmatrix}I_{k}&0\\0&{\tilde {P}}_{k}\end{smallmatrix}}\right)} die Ersetzung von {\displaystyle {\tilde {A}}} durch die ähnliche Matrix {\displaystyle P_{k}^{-1}{\tilde {A}}P_{k}=P_{k}{\tilde {A}}P_{k}} durch.

- Vermerke die Gesamttransformationsmatrix {\displaystyle Q_{0}=P_{1}P_{2}\cdots P_{n-1}}.
- {\displaystyle A_{1}={\tilde {A}}=Q_{0}^{-1}AQ_{0}} befindet sich nun in Hessenberg-Form.

Durch die Hessenberg-Form wird die Bestimmung der charakteristischen Polynome von Teilmatrizen erleichtert. Die Hessenberg-Form einer symmetrischen Matrix hat eine Tridiagonalform, was weitere Rechnungen wesentlich beschleunigt.
Weiterhin wird in jedem Schritt des QR-Algorithmus die Hessenberg-Form erhalten. Grundlage hierfür ist die Arithmetik verallgemeinerter Dreiecksmatrizen, bei denen alle Einträge unterhalb einer unteren Nebendiagonalen verschwinden. Eine Hessenberg-Matrix ist demnach eine verallgemeinerte Dreiecksmatrix mit einer Nebendiagonalen. Unter Multiplikation addieren sich die Anzahlen nichtverschwindender Nebendiagonalen, bei Addition bleibt meist die größere Anzahl erhalten.
Daher haben {\displaystyle p_{i}(A_{i})} sowie die orthogonale Matrix {\displaystyle Q_{i}=p_{i}(A_{i})R_{i}^{-1}} die Anzahl von {\displaystyle m=\deg p_{i}} unteren Nebendiagonalen. Nun gilt wegen {\displaystyle A_{i+1}=Q_{i}^{-1}A_{i}Q_{i}} auch
{\displaystyle p_{i}(A_{i+1})=Q_{i}^{-1}p_{i}(A_{i})Q_{i}=R_{i}Q_{i}},
und letzteres Produkt hat ebenfalls {\displaystyle m} Nebendiagonalen. Das ist im Allgemeinen nur möglich, wenn {\displaystyle A_{i+1}} genau eine Nebendiagonale aufweist, also wieder in Hessenbergform ist. Aus der Zerlegung von {\displaystyle p_{i}} in Linearfaktoren folgt (s. unten), dass dies immer der Fall ist.
Man kann darauf aufbauend zeigen (Francis 1962 nach Bai/Demmel), dass schon die erste Spalte {\displaystyle x} von {\displaystyle p_{i}(A_{i})}, die auch proportional zur ersten Spalte von {\displaystyle Q_{i}} ist, die nachfolgende Matrix {\displaystyle A_{i+1}=Q_{i}^{-1}A_{i}Q_{i}} vollständig bestimmt. Genauer: Ist {\displaystyle U} eine orthogonale Matrix, deren erste Spalte proportional zu {\displaystyle x} ist, so entsteht {\displaystyle A_{i+1}}, indem die transformierte Matrix {\displaystyle U^{-1}A_{i}U} wieder in Hessenbergform gebracht wird. Da in {\displaystyle x} nur die Komponenten der Zeilen {\displaystyle 1,\ldots ,m+1} von Null verschieden sind, kann {\displaystyle U} als eine Modifikation der Einheitsmatrix im linksoberen {\displaystyle s\times s}-Block sein, mit einem {\displaystyle s>m}.

## Varianten des QR-Algorithmus

### Einfache QR-Iteration
Es wird {\displaystyle p_{i}(A)=A} gewählt. Das Verfahren kann dann kurz als QR-Zerlegung {\displaystyle A_{i}=Q_{i}R_{i}} gefolgt vom Zusammenmultiplizieren {\displaystyle A_{i+1}=R_{i}Q_{i}} in umgekehrter Reihenfolge angegeben werden. Dieses Verfahren ist die direkte Verallgemeinerung der simultanen Potenzmethode zur Bestimmung der ersten {\displaystyle k} Eigenwerte einer Matrix. Dieser Zusammenhang wird bei der Unterraumiteration hergeleitet. Indirekt wird auch eine simultane inverse Potenzmethode ausgeführt.

### QR-Algorithmus mit einfachen Shifts
Es wird {\displaystyle p_{i}(A)=A-\kappa _{i}I} gesetzt. Damit kann das Verfahren alternativ auch als QR-Zerlegung {\displaystyle A_{i}-\kappa _{i}I=Q_{i}R_{i}} gefolgt vom um den Shift korrigierten Zusammenmultiplizieren {\displaystyle A_{i+1}=R_{i}Q_{i}+\kappa _{i}I} dargestellt werden. Üblicherweise wird versucht, mit dem Shift {\displaystyle \kappa _{i}} den betragskleinsten Eigenwert zu approximieren. Dazu kann das letzte Diagonalelement {\displaystyle \kappa _{i}=(A_{i})_{n,n}} gewählt werden. Die einfache QR-Iteration ergibt sich, indem alle Shifts zu Null gesetzt werden.
Besitzt {\displaystyle A_{i}} Hessenberg-Form, so muss {\displaystyle Q_{i}=(A_{i}-\kappa _{i}I)R_{i}^{-1}} als Produkt einer Matrix mit und einer Matrix ohne Nebendiagonalen ebenfalls Hessenberg-Form besitzen. Das Gleiche gilt daher auch für {\displaystyle A_{i+1}=R_{i}Q_{i}+\kappa _{i}I}. Wird also in Vorbereitung des QR-Algorithmus in {\displaystyle A_{1}=Q_{0}^{-1}AQ_{0}} auf Hessenberg-Form gebracht, so bleibt dies während des gesamten Algorithmus erhalten.

### Einfache Shifts für symmetrische Matrizen
Eine symmetrische reelle Matrix {\displaystyle A_{1}=A} hat ausschließlich reelle Eigenwerte. Die Symmetrie bleibt während des QR-Algorithmus in allen {\displaystyle A_{i}} erhalten. Für symmetrische Matrizen schlug Wilkinson (1965) vor, denjenigen Eigenwert der rechtsuntersten {\displaystyle 2\times 2}-Teilmatrix
{\displaystyle {\begin{pmatrix}a_{n-1,n-1}&a_{n-1,n}\\a_{n,n-1}&a_{n,n}\end{pmatrix}}}
als Shift zu wählen, der näher an {\displaystyle a_{n,n}} liegt. Wilkinson zeigte, dass die so bestimmte Matrixfolge {\displaystyle (A_{i})_{i\in \mathbb {N} }} gegen eine Diagonalmatrix konvergiert, deren Diagonalelemente die Eigenwerte von {\displaystyle A=A_{1}} sind. Die Konvergenzgeschwindigkeit ist dabei quadratisch.

### QR-Algorithmus mit doppelten Shifts
Es kann ein Paar von einfachen Shifts in einem Iterationsschritt zusammengefasst werden. In der Konsequenz bedeutet dies, dass für reelle Matrizen auf komplexe Shifts verzichtet werden kann. In der oben angegebenen Notation ist
{\displaystyle (A_{1}-\kappa _{2}I)(A_{1}-\kappa _{1}I)=(A_{1}-\kappa _{2}I)Q_{1}R_{1}=Q_{1}(A_{2}-\kappa _{2}I)R_{1}=Q_{1}Q_{2}R_{2}R_{1}}
eine QR-Zerlegung für das quadratische Polynom {\displaystyle p_{1}(x)=x^{2}-(\kappa _{1}+\kappa _{2})x+\kappa _{1}\kappa _{2}}, ausgewertet in {\displaystyle A_{1}}. Die Koeffizienten dieses Polynoms sind auch für ein konjugiertes Paar komplexer Shifts reell. Somit können auch komplexe Eigenwerte reeller Matrizen approximiert werden, ohne dass in der Rechnung komplexe Zahlen auftauchen.
Eine übliche Wahl für diesen Doppelshift besteht aus den Eigenwerten der rechtsuntersten {\displaystyle 2\times 2}-Teilmatrix, d. h., das quadratische Polynom ist das charakteristische Polynom dieses Blocks,
{\displaystyle p_{i}(x)=x^{2}-(a_{n-1,n-1}+a_{n,n})x+a_{n-1,n-1}a_{n,n}-a_{n-1,n}a_{n,n-1}}.

### QR-Algorithmus mit multiplen Shifts
Es wird eine Zahl {\displaystyle m} größer {\displaystyle 2}, aber wesentlich kleiner als die Größe {\displaystyle n} der Matrix {\displaystyle A} festgelegt. Das Polynom {\displaystyle p_{i}(x)} kann als das charakteristische Polynom der rechtsuntersten quadratischen {\displaystyle m\times m}-Teilmatrix der aktuellen Matrix {\displaystyle A_{i}} gewählt werden. Eine andere Strategie besteht darin, die {\displaystyle s>m} Eigenwerte der rechtsuntersten {\displaystyle s\times s}-Teilmatrix zu bestimmen und die {\displaystyle m} betragskleinsten Eigenwerte {\displaystyle s_{1},\dots ,s_{m}} darunter auszuwählen. Mit diesen wird dann eine QR-Zerlegung von
{\displaystyle p_{i}(A_{i})=(A_{i}-s_{1}I)(A_{i}-s_{2}I)\cdots (A_{i}-s_{m}I)=Q_{i}R_{i}} und {\displaystyle A_{i+1}=Q_{i}^{-1}A_{i}Q_{i}}
bestimmt.
Mit einem Multishift-Verfahren wird oft erreicht, dass die Komponenten des linksunteren {\displaystyle (n-m+1,\dots ,n)\times (1,\dots ,n-m)}-Blocks in der Folge der iterierten Matrizen besonders schnell klein werden und somit eine Aufspaltung des Eigenwertproblems erreicht wird.

### Implizite Multishift-Iteration
Das Zusammenfassen mehrfacher Shifts in der allgemeinen Form ist sehr aufwendig. Wie oben angesprochen, kann der Aufwand dadurch verringert werden, dass in einem vorbereitenden Schritt in {\displaystyle A_{1}=Q_{0}^{-1}AQ_{0}} die Hessenberg-Form hergestellt wird. Da jeder Multishift-Schritt aus einzelnen (auch komplexen) Shifts zusammengesetzt werden kann, bleibt die Hessenberg-Form während des gesamten Algorithmus erhalten.
Dadurch kann der QR-Algorithmus in einen „Bulge-chasing“-Algorithmus umgewandelt werden, der eine Delle in der Hessenbergform am oberen Diagonalenende erzeugt und diese dann die Diagonale herunter und am unteren Ende aus der Matrix „jagt“.
1. for {\displaystyle j\in \mathbb {N} _{0}} do
2. Berechne das Polynom {\displaystyle p(x)} nach einer der angegebenen Varianten,
3. Bestimme den Vektor {\displaystyle x=p(A_{j})e_{1}}.
4. Bestimme eine Spiegelung von {\displaystyle x} auf den ersten Einheitsvektor. Da in {\displaystyle x} nur die ersten {\displaystyle m+1} Komponenten nicht verschwinden, hat diese Spiegelung eine einfache Blockgestalt.
5. Bilde die Matrix {\displaystyle {\tilde {A}}=U^{-1}A_{j}U} und transformiere sie so, dass {\displaystyle A_{j+1}=Q^{-1}U^{-1}A_{j}UQ} wieder in Hessenberg-Form ist.
6. end for

Wird {\displaystyle Q} aus Householder-Spiegelungen zusammengesetzt, {\displaystyle Q=P_{1}P_{2}\cdots P_{n-1}}, so haben diese Blockdiagonalgestalt {\displaystyle P_{k}=\mathrm {diag} (I_{k},{\tilde {P}}_{k},I_{\max(0,n-k-m)})}.